# Чемпионат России по дзюдо 1996
Чемпионат России по дзюдо 1996 года проходил в Перми с 23 по 27 декабря.

## Медалисты

### Мужчины
| Категория                   | Золото                         | Серебро                             | Бронза                                                          |
| --------------------------- | ------------------------------ | ----------------------------------- | --------------------------------------------------------------- |
| Наилегчайший вес (до 60 кг) | Андрей Годовников Москва       | Степан Елиазян Краснодар            | Владимир Дегтярёв Челябинск Алексей Майоров Красноярск          |
| Полулёгкий вес (до 65 кг)   | Ислам Мациев Москва            | Магомед Джафаров Дагестан           | Мусса Настуев Майкоп Рамиль Рашитов Казань                      |
| Лёгкий вес (до 71 кг)       | Анатолий Ларюков Владикавказ   | Игорь Сорокин Нижегородская область | Аслан Анаев Майкоп Гия Иоселиани Москва                         |
| Полусредний вес (до 78 кг)  | Виталий Крутоголов Владикавказ | Константин Савчишкин Елец           | Серажудин Омаров Москва Магомед Габаров Москва                  |
| Средний вес (до 86 кг)      | Олег Мальцев Красноярск        | Алексей Тимошкин Волгоград          | Алексей Шарунов Свердловск Вадим Архипов Тюмень                 |
| Полутяжёлый вес (до 95 кг)  | Дмитрий Сергеев Рязань         | Джабраил Баркалаев Махачкала        | Юрий Стёпкин Курск Олег Дягилев Тюмень                          |
| Тяжёлый вес (свыше 95 кг)   | Тамерлан Тменов Владикавказ    | Михаил Коробейников Москва          | Алексей Сидоренко Самара Денис Степанов Санкт-Петербург         |
| Абсолютная категория        | Сергей Игнатьев Красноярск     | Игорь Березницкий Красноярск        | Вадим Коротков Московская область Александр Топорков Красноярск |

### Женщины
| Категория                   | Золото                     | Серебро                            | Бронза                                                   |
| --------------------------- | -------------------------- | ---------------------------------- | -------------------------------------------------------- |
| Наилегчайший вес (до 48 кг) | Любовь Брулетова Пермь     | Оксана Фёдорова Самара             | Виктория Семёнова Красноярск Светлана Комарова Дзержинск |
| Полулёгкий вес (до 52 кг)   | Ирина Павленина Пермь      | Марина Ковригина Красноярск        | Наталья Арановская Майкоп Людмила Храмова Самара         |
| Лёгкий вес (до 56 кг)       | Татьяна Соколова Волгоград | Наталья Костылёва Пермь            | Елена Пронина Москва Зульфия Гарипова Казань             |
| Полусредний вес (до 61 кг)  | Ирина Афонина Тула         | Элина Новгородцева Санкт-Петербург | Ольга Зайферт Красноярск Маргарита Базулина Москва       |
| Средний вес (до 66 кг)      | Елена Котельникова Липецк  | Ольга Матвеева Самара              | Инга Пырх Тюмень Раса Цеханавичюте Дзержинск             |
| Полутяжёлый вес (до 72 кг)  | Светлана Большакова Тюмень | Виктория Казунина Москва           | Юлия Кузина Оренбург Оксана Болтенкова Пермь             |
| Тяжёлый вес (свыше 72 кг)   | Ирина Родина Тула          | Теа Донгузашвили Владикавказ       | Галина Рыбалко Краснодар Алла Куликова Пермь             |
| Абсолютная категория        | Ирина Родина Тула          | Виктория Казунина Москва           | Людмила Климчук Красноярск Юлия Овчинникова Пермь        |